# جيمس ألين (لاعب كرة قدم أمريكية أمريكي)
جيمس ألين (بالإنجليزية: James Allen)‏ هو لاعب كرة قدم أمريكية أمريكي، ولد في 28 مارس 1975 في وينيوود في الولايات المتحدة.

## وصلات خارجية
- جيمس ألين (لاعب كرة قدم أمريكية أمريكي) على موقع مرجع كرة القدم المحترفة.كوم (الإنجليزية)